# 顧仲安
顧仲安（1846年4月29日—1902年5月23日），山東省東昌府聊城縣人，清朝政治人物、同進士出身。
光緒十八年（1892年），参加光緒壬辰科殿試，登進士三甲37名。同年五月，著交吏部掣签分发各省，以知县即用。